# Sherwin Petersen
Pour les articles homonymes, voir Petersen.
Sherwin Holger Petersen  (né le 12 mai 1953) est un homme politique provincial canadien de la Saskatchewan. Il représente la circonscription de Kelvington-Wadena à titre de député du Parti progressiste-conservateur de la Saskatchewan de 1982 à 1991.

## Biographie
Né à Rose Valley en Saskatchewan, Petersen étudie au Kelsey Institute (en) de Saskatoon. Il opère ensuite une ferme dans le district de Rose Valley.
Élu en 1982, il devient ministre des Autoroutes et des Transports dans le cabinet de Grant Devine. Défait par le néo-démocrate Kenneth Kluz.
Après la politique, il retourne à l'opération de la ferme, ainsi que d'une entreprise de semoirs pneumatiques. En 1993, il est candidat progressiste-conservateur défait dans Mackenzie.
Accusé dans les scandales suivant la défait du gouvernement progressiste-conservateur, il est accusé et condamné à rembourser 9 285$.